# IC 1296
IC 1296 ist eine lichtschwache Balken-Spiralgalaxie vom Hubble-Typ SBbc im Sternbild Leier am Nordsternhimmel. Sie ist schätzungsweise 238 Millionen Lichtjahre von der Milchstraße entfernt und hat einen Durchmesser von etwa 120.000 Lichtjahren.
IC 1296 ist am Nachthimmel nur 4 Bogenminuten von dem bekannten Ringnebel Messier 57 entfernt. Planetarische Nebel und Galaxien sind selten zusammen zu beobachten, da planetarische Nebel galaktische Objekte sind und sich in Richtung unseres galaktischen Zentrums konzentrieren, wo extragalaktische Objekte – wie ferne Galaxien – aufgrund der Absorption durch Gas und Staub kaum zu beobachten sind.
Das astronomische Objekt wurde am 2. Oktober 1893 von Edward Emerson Barnard entdeckt. Im August 2013 wurde im südlichen Spiralarm von IC 1296 die Supernova SN2013ev entdeckt.